# Ahmet Ali Çelikten
Ahmet Ali o Ahmet Ali Çelikten, (Esmirna, 1883 - 1969) també conegut com a Arap Ahmet fou un oficial de l'Exèrcit otomà, considerat el primer pilot de combat negre de la història mundial. Part de la família, els seus avantpassats, eren esclaus d'Àfrica.
Estudià en una escola militar a Istanbul, capital de l'Imperi Otomà, i participà en la Primera Guerra Mundial com a pilot de combat. Durant la República va seguir la seva carrera militar i fou enviat a Berlín, Alemanya, per a què realitzés estudis avançats, quan tenia el grau de capità.
Fou el primer fill d'Ali Bey i Zenciye Emine Hanım. Els avantpassats d'Emine vingueren com esclaus des del Sultanat de Bornu (actual Nigèria). Ahmet Ali es casà amb Hatice Hanım (1897-1991). Hi ha diverses persones, entre els seus fills, nets i un nebot que, a més de rebre el cognom Çelikten, han esdevingut aviadors civils o militars. Çelikten morí el 1969 a Esmirna. La revista d'història NTV Tarih va dedicar el seu número de març de 2011 a Ahmet Ali.